# 28682 Newhams
28682 Newhams este un asteroid din centura principală de asteroizi.

## Descriere
28682 Newhams este un asteroid din centura principală de asteroizi. A fost descoperit pe 5 aprilie 2000 la Socorro, New Mexico, în cadrul proiectului LINEAR. Asteroidul prezintă o orbită caracterizată de o semiaxă mare de 2,61 ua, o excentricitate de 0,05 și o înclinație de 4,3° în raport cu ecliptica.